# Robert Duncan and Company
Robert Duncan and Company war eine Schiffswerft in Port Glasgow am Clyde in Schottland.

## Geschichte
Der Schiffbauer Robert Duncan hatte sein vorheriges Arbeitsleben bereits im Schiffbau verbracht, bevor er 1862 im Alter von 35 Jahren den Schiffbauplatz East Yard in Port Glasgow von John Wood erwarb, um eine eigene Werft zu gründen und mit dem Bau eiserner Schiffe begann. Bis in die 1860er Jahre fuhr er fort, ausschließlich Segelschiffe für weltweite Abnehmer zu bauen. Im Jahr 1866 lief bei Duncan der erste Schraubendampfer vom Stapel. Ein weiteres Jahrzehnt später begann Stahl das Eisen als Schiffbaumaterial zu ersetzen. 1883 traten Duncans drei Söhne in das Unternehmen ein, 1889 starb Robert Duncan und die Söhne führten die Werft weiter.
Weiterhin wurden außer großen Dampfschiffen und kleineren Trampschiffe auch Segelschiffe erstellt. Das bekannteste dürfte die Pass of Balmaha sein, der spätere deutsche Hilfskreuzer Seeadler. Zudem ist der Doppelschrauben-Dampfschlepper Flying Serpent erwähnenswert, der 1886 bei Duncan gebaut, 1928 zunächst zum Trawler umgebaut, später mit einem Dieselmotor versehen, und ab 1951 dann als Frachtschiff verwendet und erst 1998 aus dem Register gestrichen worden ist.
Für den griechischen Schiffseigner Alexandros Michalinos entstand in dieser Zeit beispielsweise eine ganze Bauserie von Trampschiffen. Das letzte Segelschiff war die im Jahr 1900 an die chilenischen Reederei A. P. Lorentzen abgelieferte Alta.
Auch im Ersten Weltkrieg liefen Linienfrachtschiffe und Trampdampfer von Duncans Hellingen. Darüber hinaus baute man einen Standardfrachter des Typs „C“ sowie drei Standardtanker des Typs „Z“. Schon früh während des Krieges, im Jahr 1915, übernahm das Schiffbauunternehmen Lithgows die Duncan-Werft, führte den Betrieb aber unter seinem alten Namen weiter.
Nachdem in der direkten Nachkriegszeit zunächst ein Nachfragemangel bestanden hatte, wurden in den Jahren 1920 bis 1931 über 26 Linienfrachter und Trampschiffe, sowie 13 Tanker gebaut, bevor die Weltwirtschaftskrise der 1930er die Werft zur Schließung zwang.
Auf der Werft entstanden rund 400 Schiffe unter dem Namen Duncan. Als die East-Yard-Werft im April 1937 wiedereröffnet wurde, firmierte sie als reines Tochterunternehmen von Lithgows.